# Velká dunajská nížina
Velká dunajská nížina, dříve také Velká uherská nížina (slovensky Veľká dunajská kotlina, maďarsky (Nagy)Alföld, rumunsky Câmpia Tisei, chorvatsky Velika mađarska nizina, ukrajinsky Закарпатська низовина) je geomorfologická subprovincie Východopanonské pánve v Maďarsku, na východním Slovensku (Východoslovenská nížina), na Ukrajině, v Rumunsku, v Srbsku a Chorvatsku. Je hlavní částí Panonské pánve. Leží v povodí Tisy a v maďarsko-srbském úseku Dunaje.

## Charakter území
Je utvořena mořskými a jezerními usazeninami, které zde již od konce třetihor pokrývají vrstvy nánosů z řek a větrů. Jde o plochou a monotónní rovinu, kterou protéká řeka Tisa. Pokryta je úrodnými sprašemi a aluviálními půdami. Původně se zde nacházela step (pusta), dnes je to jedna z hlavních zemědělských oblastí Evropy. Její nejúrodnější části se nalézají na jihu ve Vojvodině a Banátu.

## Geografie
Velkou dunajskou nížinu na západě ohraničuje řeka Dunaj, na severu a východě oblouk Karpat, na jihu pohoří Velký Balkán.
Důležitými městy kotliny jsou:
- v Maďarsku Szeged a Debrecín (obě kolem 200 000 obyvatel), Kecskemét, Nyíregyháza, Szolnok a Békéscsaba
- v Rumunsku Temešvár (asi 320 000 obyvatel) a Arad (obě v Banátu), Oradea a Satu Mare
- v Srbsku Subotica, Sombor, Kikinda (všechna v autonomní oblasti Vojvodina), Zrenjanin a na jihu Novi Sad
- na východě Slovenska Michalovce a na Karpatské Ukrajině Užhorod
- v Chorvatsku Osijek, Vinkovci, Vukovar, Đakovo a Virovitica